# Close Combat Vehicle Light
Der Close Combat Vehicle Light (CCVL) war ein leichter amerikanischer Panzer, dessen Entwicklung nach dem Bau von sechs Prototypen 1996 eingestellt wurde. Er war der erste amerikanische Panzer mit automatischem Ladesystem.

## Entwicklungsgeschichte
Der CCVL wurde von FMC Corporation, dem Hersteller des M2 Bradley und des M113, für die Leichten Divisionen der US-Armee entwickelt. Der erste Prototyp wurde 1985 ausgeliefert. Um die Entwicklungszeit möglichst gering zu halten, wurden viele Komponenten vom M113 und dem M2 Bradley übernommen.
Das automatische Ladesystem erlaubte die für einen Panzer überdurchschnittliche Schussfolge von theoretisch zwölf Schuss pro Minute. Nachteilig war indes das Fehlen eines MG zur Bekämpfung angreifender Infanterie oder zur Flugabwehr. In der Planung ging man davon aus, dass sich genügend eigene Truppen in der Nähe des Fahrzeugs befinden würden, um den hier notwendigen Schutz zu gewährleisten. Erst viel später wurde ein turmmontiertes MG hinzugefügt. Hierbei bestand allerdings die Schwierigkeit, dass der Schütze das Fahrzeug verlassen musste, um die Waffe bedienen zu können.
Soweit bekannt handelte es sich bei der Panzerung um eine äußerst widerstandsfähige Aluminiumkonstruktion. Zur Verbesserung des Panzerschutzes konnte aber eine zusätzliche Panzerung oder reaktive Panzerung angebracht werden. Aufgrund des geringen Gewichtes und seiner Größe war der CCVL luftverlastbar, um seine Rolle bei den Luftlandedivisionen der USA zu erfüllen. Der CCVL war in der Lage, bis zu einer Tiefe von 1,32 m zu waten. Die Grabenüberschreitfähigkeit lag bei 2,13 m und die Kletterfähigkeit bei 0,76 m.
1985 gewann der CCVL den Armored Gun System (AGS) Vergleichstest der US Army gegen den Stingray-Panzer der Firma Cadillac-Cage und die Armee genehmigte den Bau von sechs AGS-Prototypen. 1995 wurde das Fahrzeug bei der Army als M8 klassifiziert und der Produktionsbeginn für 1996 angepeilt, jedoch wurde 1996 aufgrund von Budgetproblemen die Fertigung nie aufgenommen.

## Galerie
The Close Combat Vehicle Light am National Museum of Military Vehicles, Wyoming, in 2020.

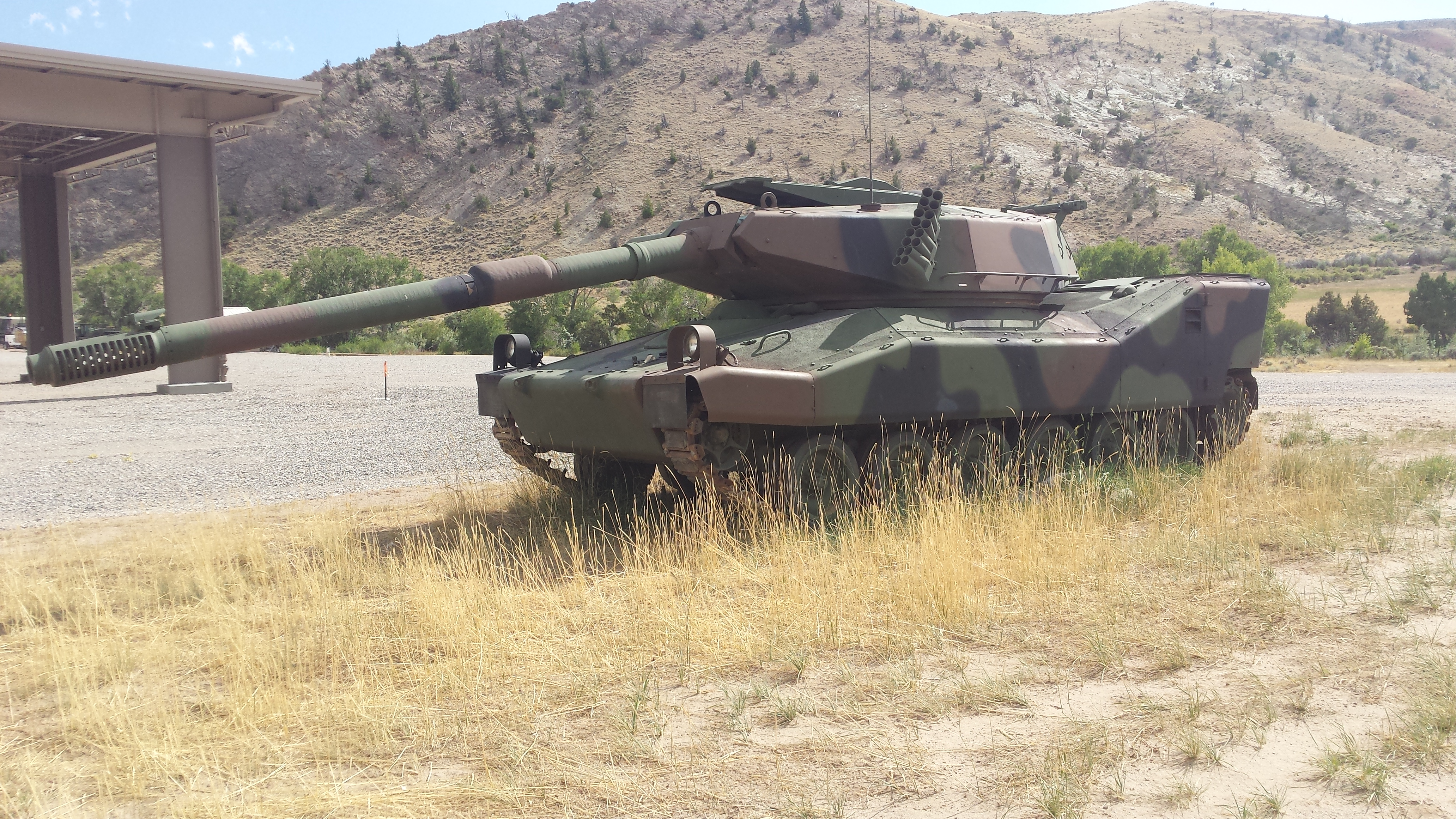
CCVL-Prototyp
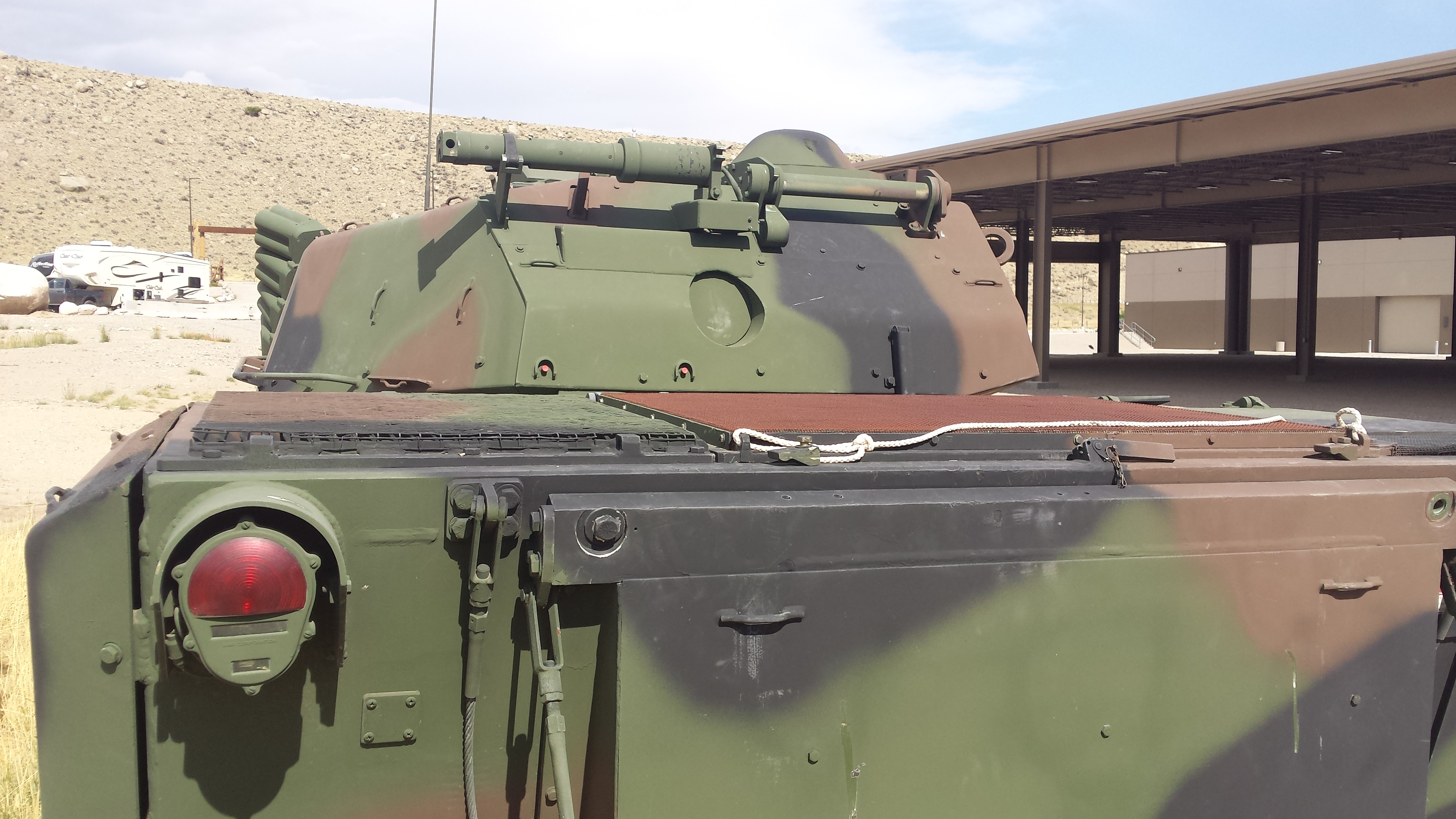
Heckansicht
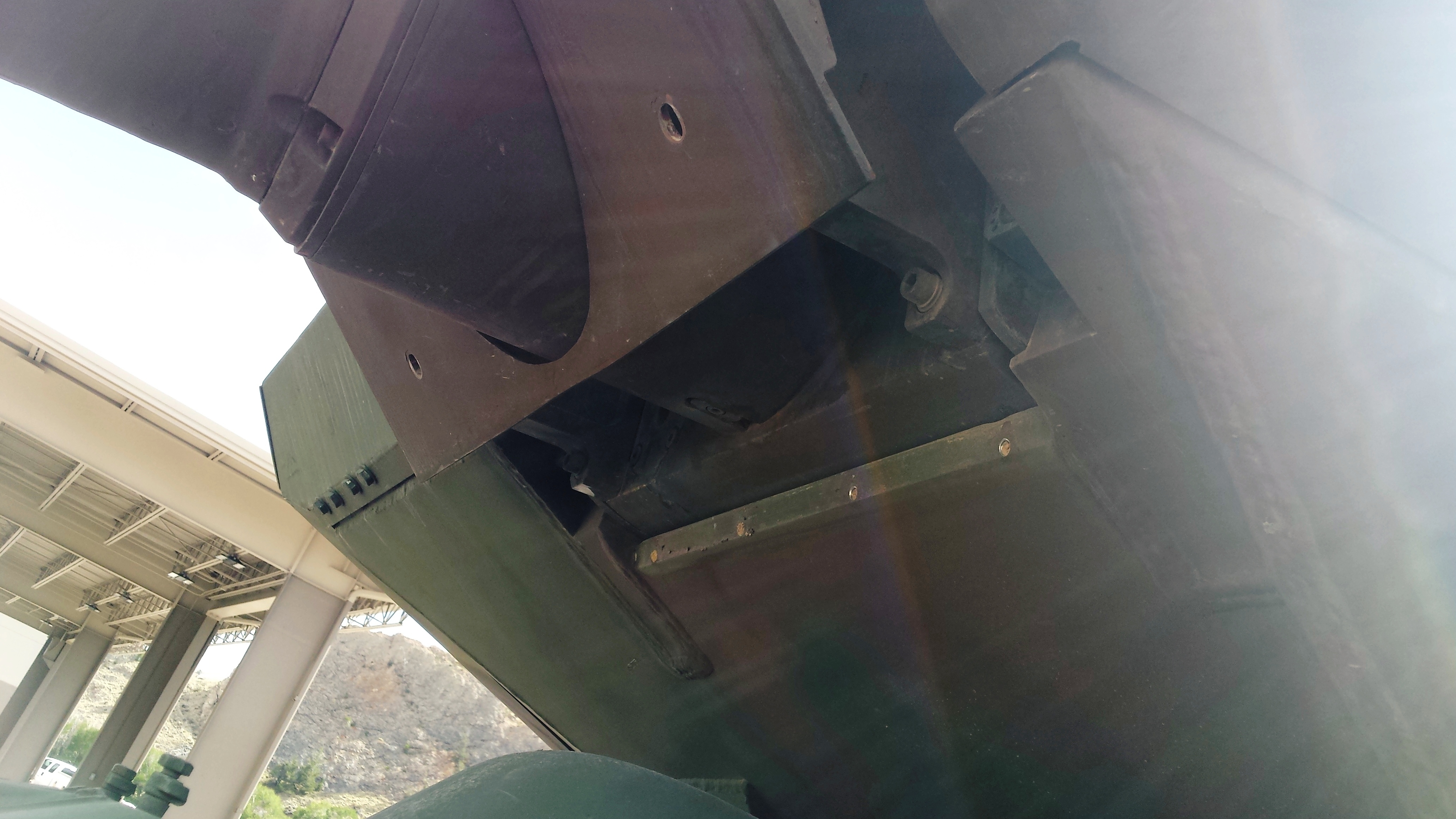
Kanonenblende
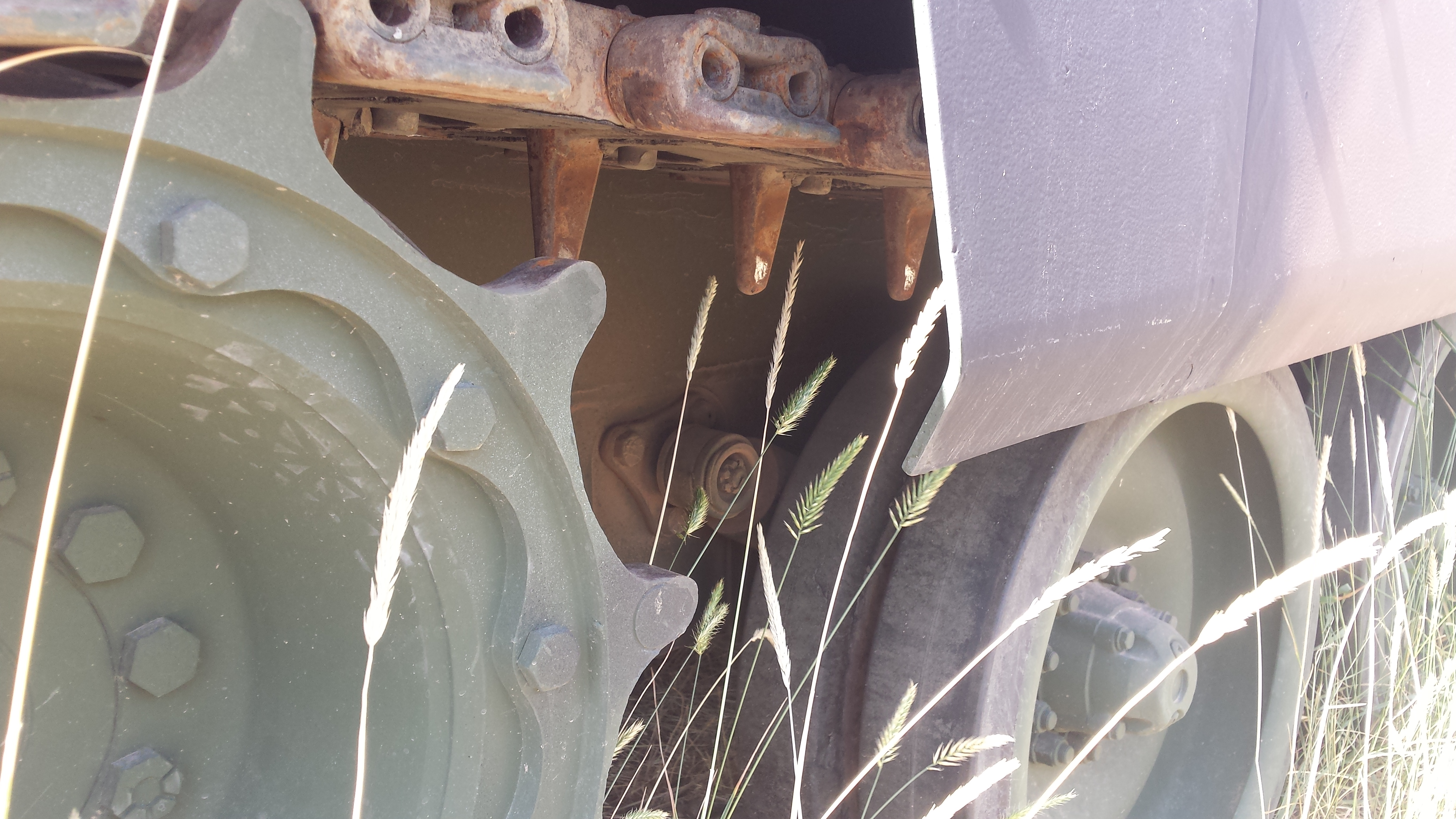
Ketten
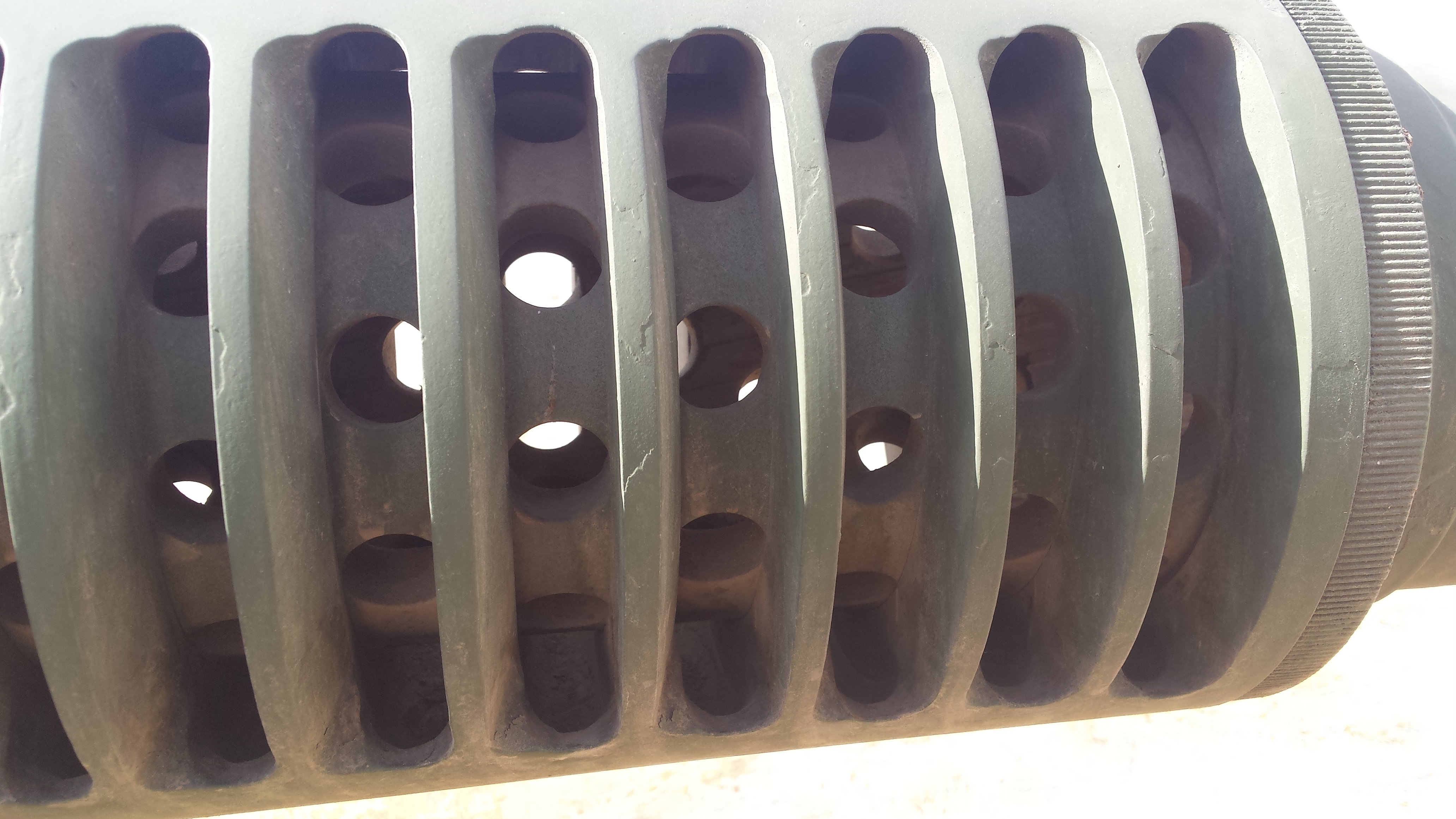
„Pepperpot“ Mündungsbremse
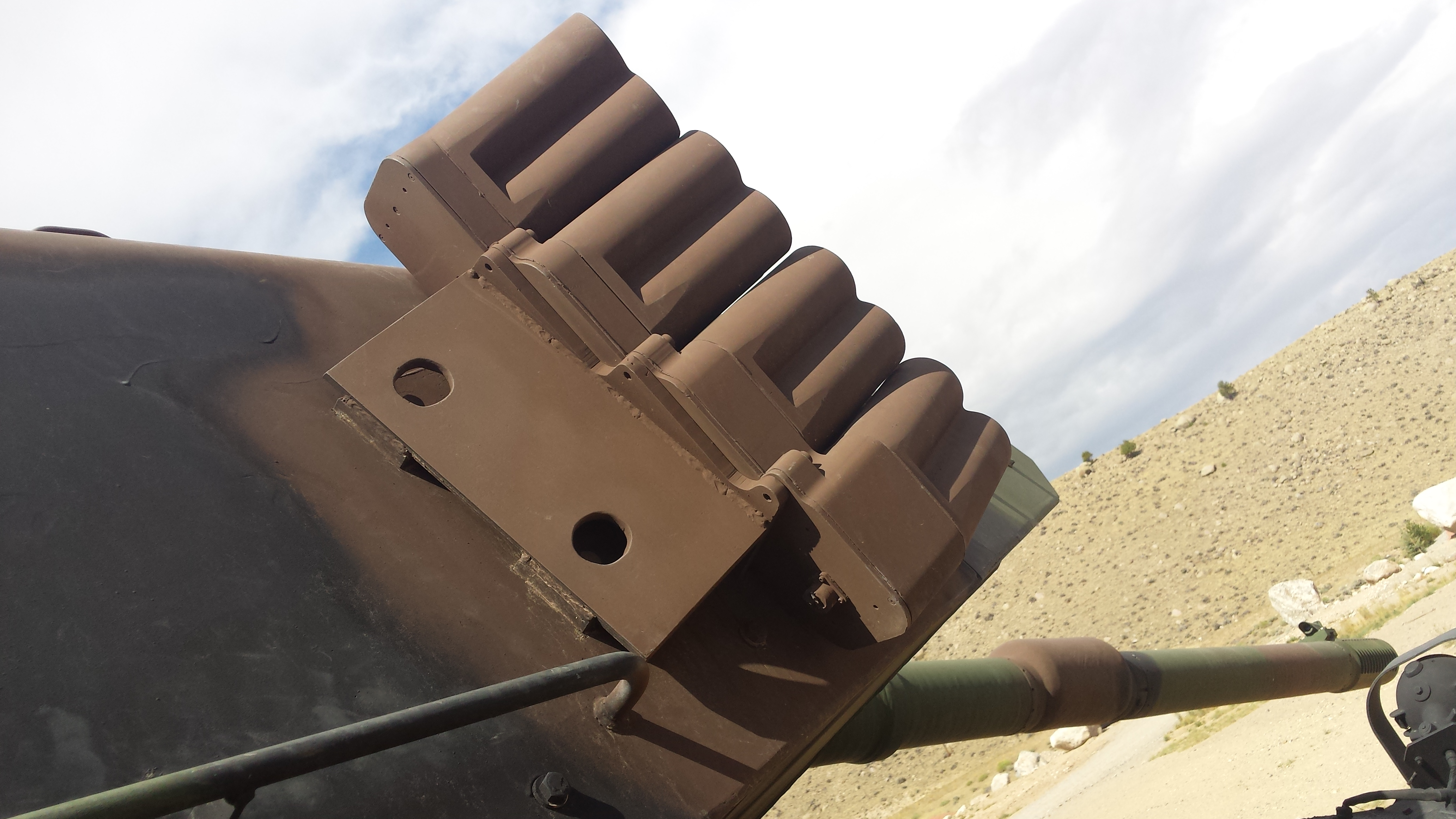
Rauchgranatenwerfer
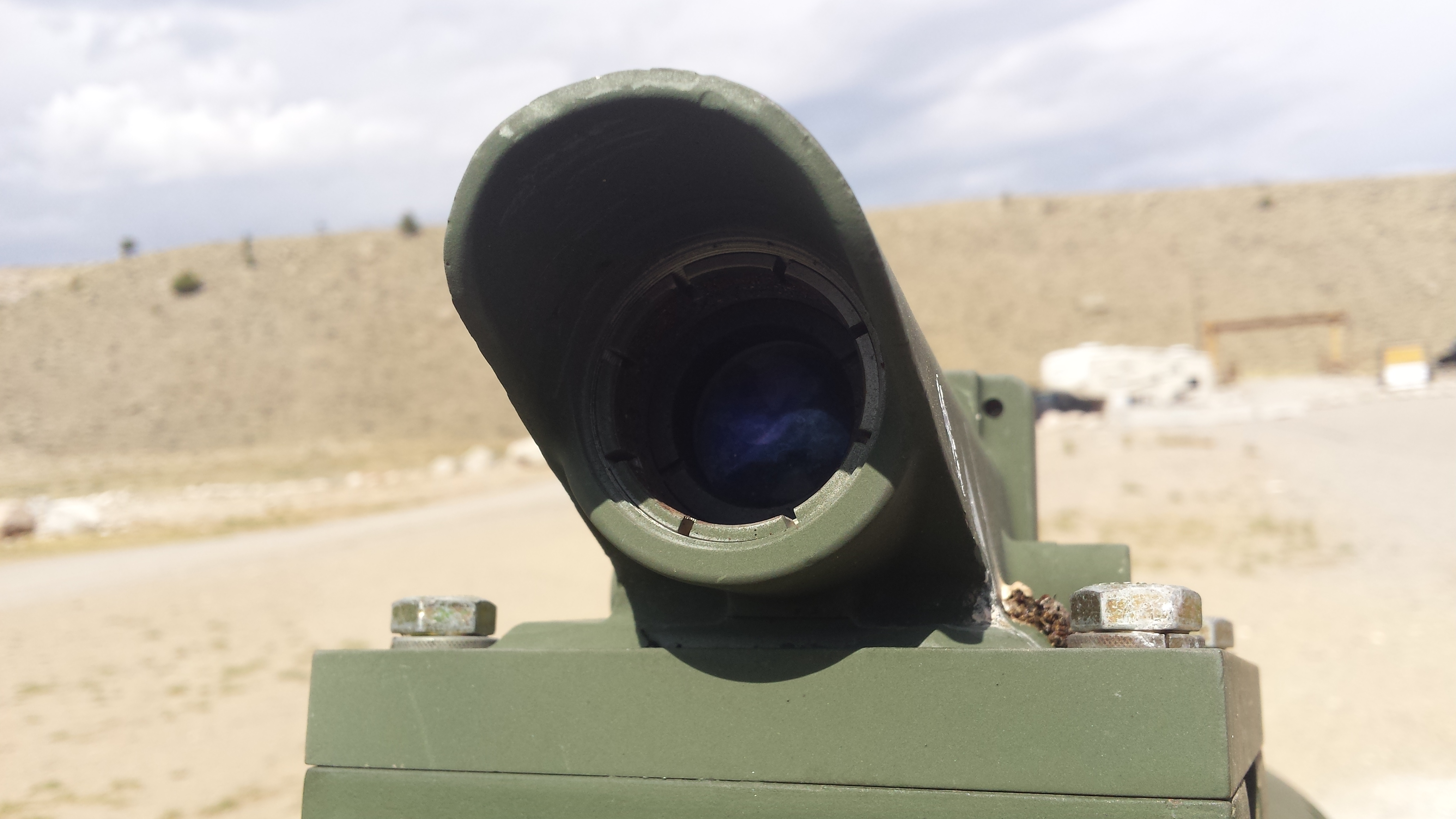
Elektrooptische Entfernungsmessung
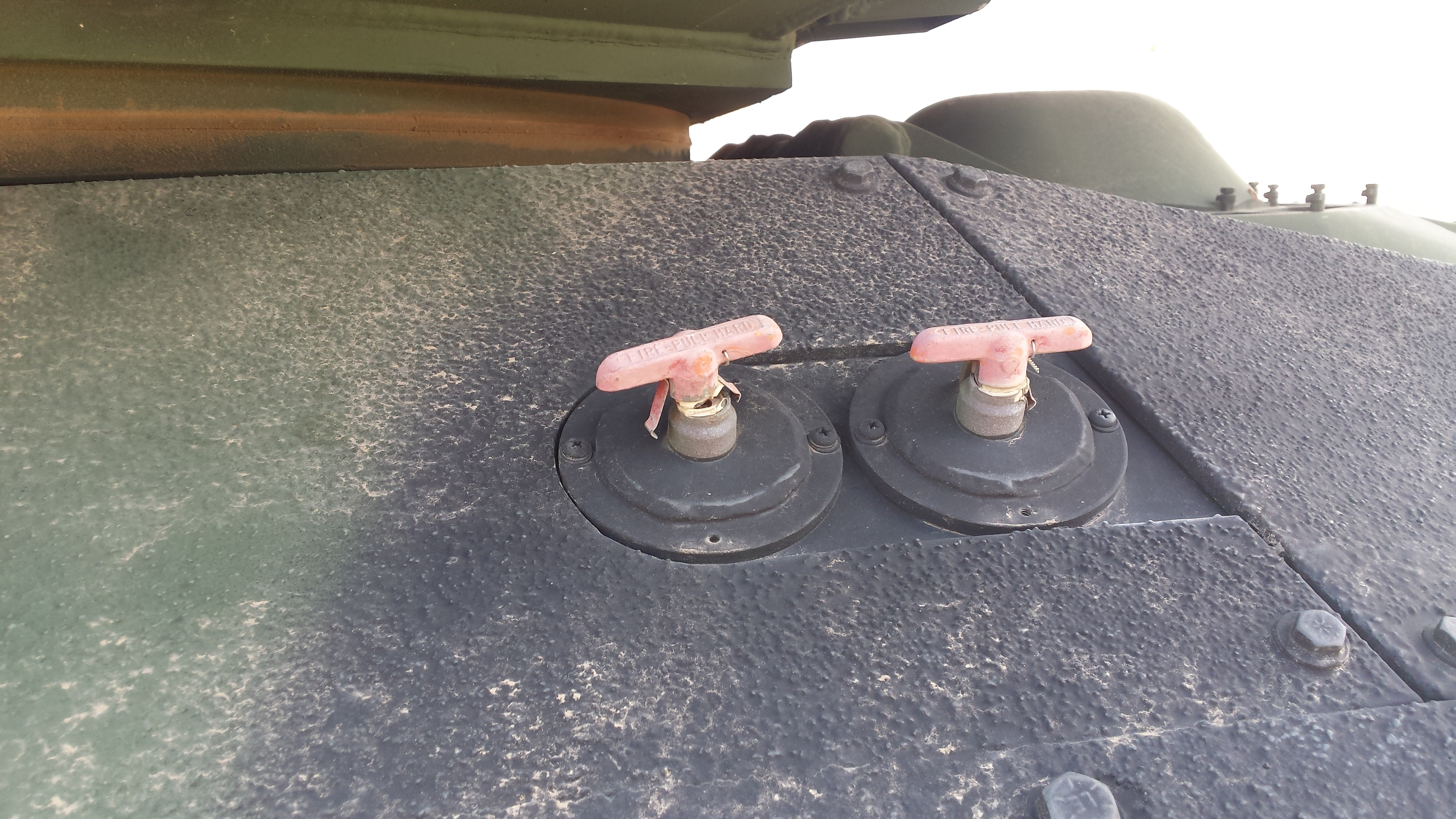
Feuerlöscher